# Ira Lafai
Koordinaten: 8° 39′ 25″ S, 126° 57′ 56″ O
Ira Lafai ist eine Quelle des osttimoresischen Flusses Namaluto. Sie befindet sich im Suco Lore I (Gemeinde Lautém). Das Wasser fällt kaskadenartig über Geröll aus Kalkstein. In der Quelle finden sich Manilaschläfergrundeln (Giuris margaritacea).